# Папароа
„Папароа“ е новозеландски национален парк, разположен в северозападната част на южния остров.
Паркът е създаден през 1987 година с цел опазване на геоложките и биологични особености на региона. Има площ от 305,6 квадратни километра. Известен е с палачинковите камъни - варовиков карст на брега на океана.